# Taja
Taja je žensko osebno ime.

## Izvor imena
Ime Taja je izpeljanka ženskega imena Tajda.

## Pogostost imena
Po podatkih SURAa je bilo na dan 31. decembra 2007 v Sloveniji 925 oseb z imenom Taja. Ime Taja je bilo tega dne po pogostosti uporabe na 191. mestu.